# Leistomorpha brontoscopa
Leistomorpha brontoscopa är en fjärilsart som beskrevs av Edward Meyrick 1884. Leistomorpha brontoscopa ingår i släktet Leistomorpha och familjen praktmalar, Oecophoridae. Inga underarter finns listade i Catalogue of Life.

## Bildgalleri

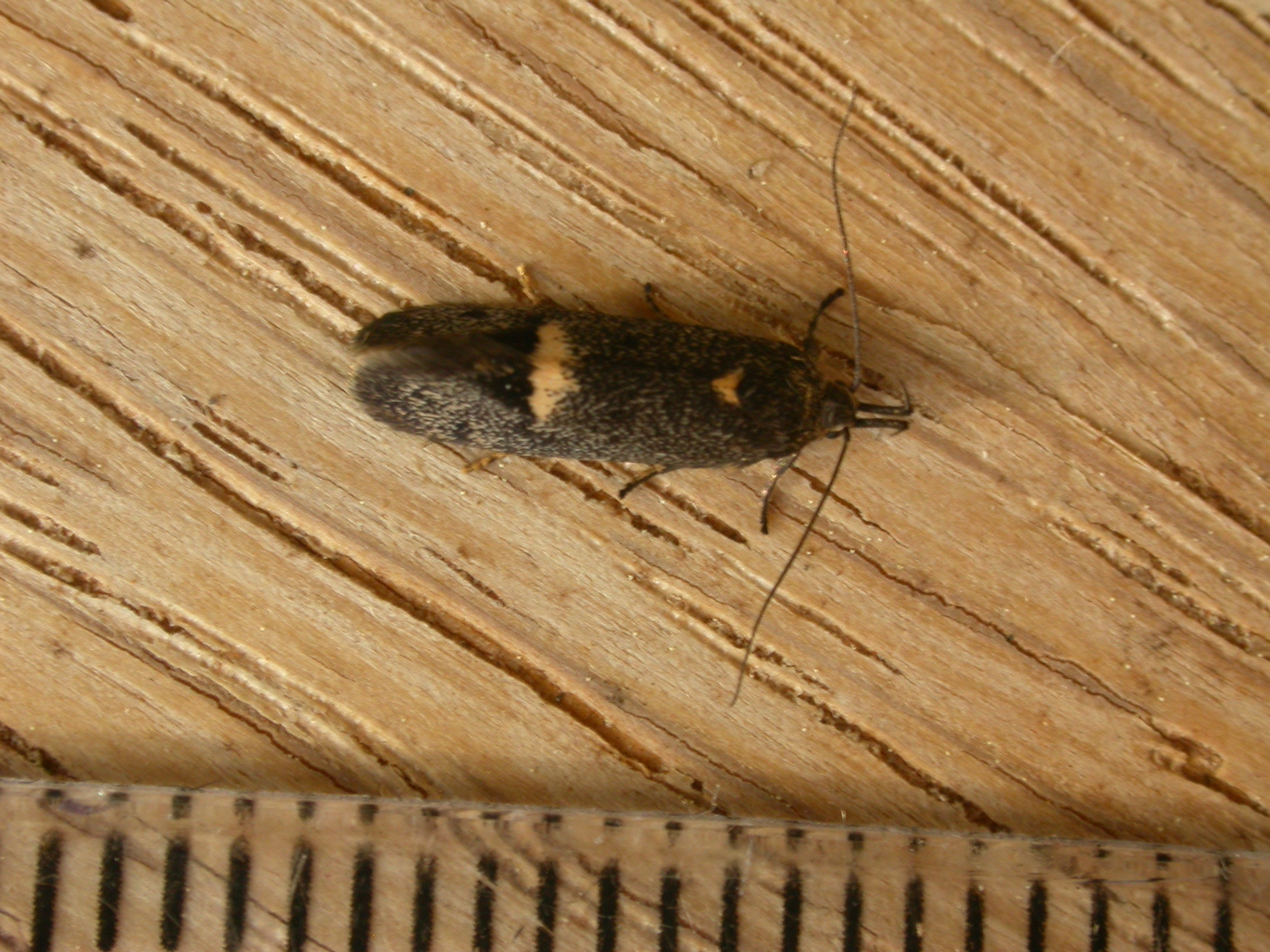
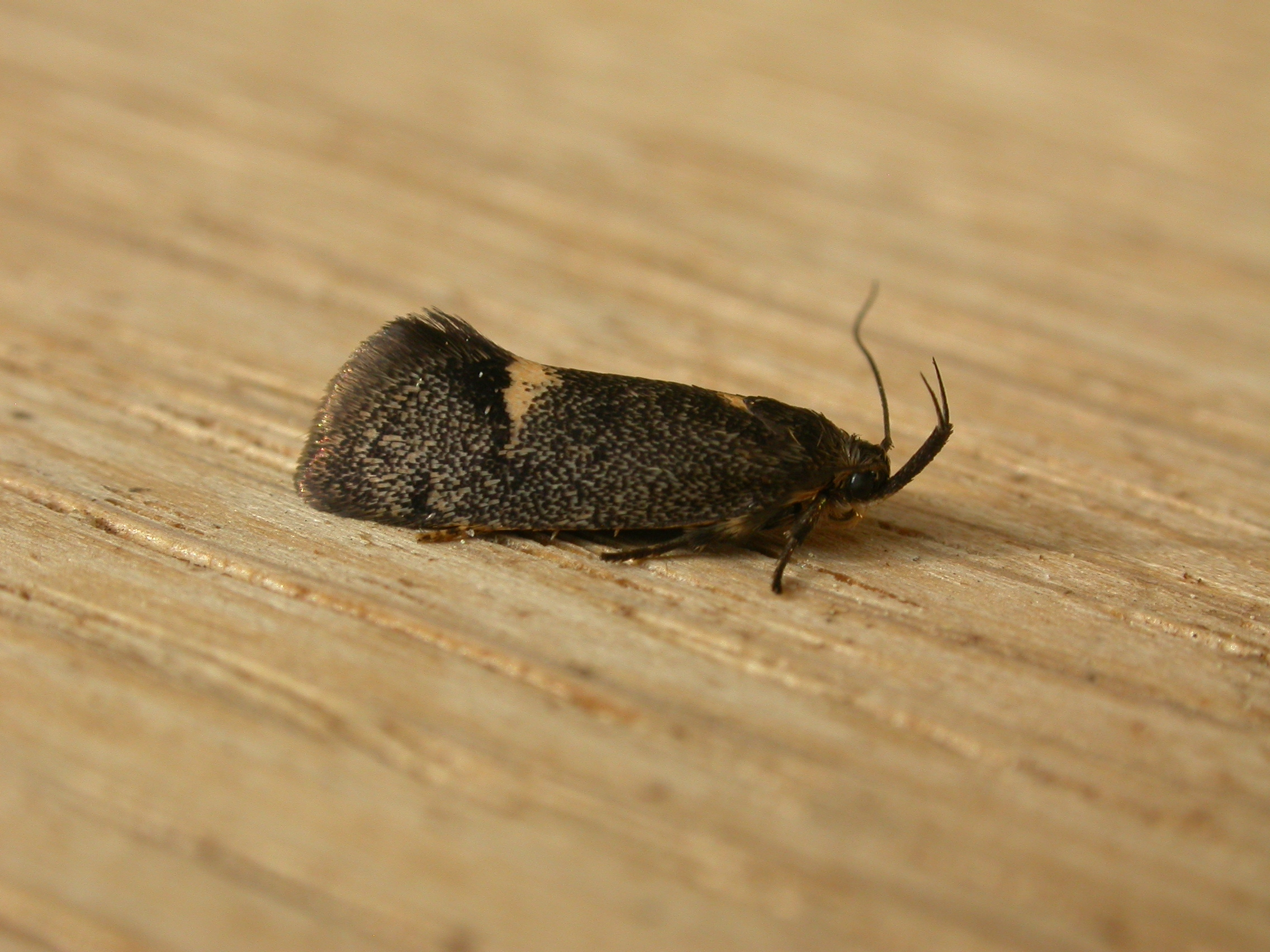